# یواس‌اس ستیلا (اس‌پی-۶۸۷)
یواس‌اس ستیلا (اس‌پی-۶۸۷) (به انگلیسی: USS Satilla (SP-687)) یک کشتی بود که طول آن ۱۲۸ فوت (۳۹ متر) بود. این کشتی در سال ۱۹۰۲ ساخته شد.